# Vassy (cantante)
Vasiliki Karagiorgos, (Darwin, Territorio del Norte, Australia, 15 de marzo de 1983), más conocida como Vassy, es una cantante australiana, que saltó a la fama por colaborar en el sencillo «Bad» del disc jockey francés David Guetta y los disc jockey Showtek.

## Biografía

### Primeros años
Vassy nació en Darwin, Territorio del Norte, Australia, es hija de padres inmigrantes griegos, oriundos de Flórina, Grecia.

### Inicios en la música
Vassy fue descubierta en 2003, después de haber ganado el concurso de talentos Unearthed, creado por la estación de radio de Australia Triple J.

### 2012-presente:We Are Young
Su sencillo «We Are Young» alcanzó la cima del Hot Dance Club Songs de Billboard. Actualmente, sus canciones han aparecido en varias series de televisión estadounidenses, como Grey's Anatomy y Ugly Betty y en campañas de publicidad para Nike, Inc., Google, y Victoria's Secret; y su canción «Desire» fue incluida en la banda sonora de la película The Cabin in the Woods.

## Discografía

### Álbumes de estudio
- 2005: My Affection
- 2012: Beautiful Day

### Sencillos
- «History»
- «Desire»
- «We Are Young»
- «Let's Go»
- «Beautiful»
- «Mad»
- «Today» (con Scooter)
- «Radiate» (con Scooter)

### Colaboraciones
- «Don't Give Up» (de The Scumfrog)
- «Spotlight» (de Victor Magán con Juan Magán)
- «Hustlin'» (de Dave Audé y Crazibiza)
- «Bad» (de David Guetta y Showtek)
- «Swagger Right» (de Manufactured Superstars)
- «Loves Comedown» (de Iván Gómez y Nacho Chapado)
- «Tokyo Style» (de Future Boyz y Dave Audé)
- «Turn up the Music» (de Joachim Garraud)
- «Steal the Show» (de David Campoy)
- «Secrets» (de Tiësto y KSHMR)
- «Intergalactic» (de Tiko's Groove)
- «Satisfied»  (de Showtek)
- «Tomorrow Never Dies» (de Markus Schulz)
- «Two Hearts» (de Steve Powers)
- «How Many»  (de W&W)
- «Nothin To Lose» (de Tiësto)
- ‹‹Cracked Wall›› (con Florian Picasso)
- ‹‹Magic›› (con KSHMR)